# Bataille de Neuville
 (janvier 2021).
Guerre de Sept Ans
Batailles
- Minorque (navale) (1756)
- Pirna (1756)
- Lobositz (1756)
- Reichenberg (1757)
- Prague (1757)
- Kolin (1757)
- Hastenbeck (1757)
- Gross-Jägersdorf (1757)
- Moys (1757)
- Rochefort (1757)
- Rossbach (1757)
- Breslau (1757)
- Leuthen (1757)
- Carthagène (navale) (1758)
- Olomouc (1758)
- Saint-Malo (1758)
- Rheinberg (1758)
- Krefeld (1758)
- Domstadl (1758)
- Cherbourg (1758)
- Zorndorf (1758)
- Saint-Cast (1758)
- Tornow (1758)
- Lutzelberg (1758)
- Hochkirch (1758)
- Bergen (1759)
- Kay (1759)
- Minden (1759)
- Kunersdorf (1759)
- Neuwarp (navale) (1759)
- Hoyerswerda (1759)
- Baie de Quiberon (navale) (1759)
- Maxen (1759)
- Meissen (1759)
- Glatz (1760)
- Landshut (1760)
- Corbach (1760)
- Emsdorf (1760)
- Dresde (1760)
- Warburg (1760)
- Liegnitz (1760)
- Rhadern (1760)
- Berlin (1760)
- Kloster Kampen (1760)
- Torgau (1760)
- Belle-Île (1761)
- Langensalza (1761)
- Cassel (1761)
- Grünberg (1761)
- Villinghausen (1761)
- Ölper (1761)
- Kolberg (1761)
- Wilhelmsthal (1762)
- Burkersdorf (1762)
- Lutterberg (1762)
- Reichenbach (1762)
- Almeida (1762)
- Valencia de Alcántara (1762)
- Nauheim (1762)
- Vila Velha de Ródão (1762)
- Cassel (1762)
- Freiberg (1762)

- Jumonville Glen (1754)
- Fort Necessity (1754)
- Fort Beauséjour (1755)
- 8 juin 1755
- Monongahela (1755)
- Petitcoudiac (1755)
- Lac George (1755)
- Fort Bull (1756)
- Fort Oswego (1756)
- Kittanning (1756)
- En raquettes (1757)
- Pointe du Jour du Sabbat (1757)
- Fort William Henry (1757)
- German Flatts (1757)
- Lac Saint-Sacrement (1758)
- Louisbourg (1758)
- Le Cran (1758)
- Fort Carillon (1758)
- Fort Frontenac (1758)
- Fort Duquesne (1758)
- Fort Ligonier (1758)
- Québec (1759)
- Fort Niagara (1759)
- Beauport (1759)
- Plaines d'Abraham (1759)
- Sainte-Foy (1760)
- Neuville (1760)
- Ristigouche (navale) (1760)
- Mille-Îles (1760)
- Signal Hill (1762)

- Cap-Français (1757)
- Martinique (1759)
- Guadeloupe (1759)
- Dominique (1761)
- Martinique (1762)
- Cuba (1762)

- Chandernagor (1757)
- Plassey (1757)
- Gondelour (1758)
- Négapatam (navale) (1758)
- Condore (1758)
- Madras (1758)
- Pondichéry (navale) (1759)
- Masulipatam (1759)
- Chinsurah (1758)
- Wandiwash (1760)
- Pondichéry (1760-1761)
- Manille (1762)

- Saint-Louis (1758)
- Gorée (1758)
- Gambie

La bataille de Neuville, ou de Pointe-aux-Trembles, a eu lieu le 16 mai 1760 devant le village de Neuville. Après la prise de Québec et la retraite du Chevalier de Lévis en 1759, les navires l’Atalante , la Pomone, les flûtes la Pie et la Marie (1758) hivernèrent en Nouvelle-France près de Sorel. Au printemps de 1760, ils transportent les munitions de l'armée près de Québec afin de hâter la marche des troupes qui livrèrent la bataille de Sainte-Foy. Peu après cette victoire, les navires s'ancrent près de Québec, et Lévis entreprend de faire le siège de Québec avec quelques canons.

## Contexte
Le premier navire à jeter l'ancre à Québec au printemps 1760 fut le Lowestoft; commandé par le capitaine Deane, le 9 mai, et il était britannique; au grand soulagement de James Murray qui était assiégé par les troupes de Lévis. Mais la situation des Anglais était loin d'être gagnée ; le reste de la flotte anglaise n'est pas encore arrivée et le capitaine Deane, après une évaluation de la situation avec Murray décide d'envoyer le Sloop armé Racehorse, une fois la nuit tombée, à la rencontre du reste de la flotte anglaise qui n'est pas au courant de la situation précaire de Québec. Car Lévis conserve la volonté de continuer le siège pour reprendre la ville, malgré le manque de munitions et de canons. Le 11 mai une goélette française descend le fleuve sans se soucier des canons anglais ou de la frégate anglaise. Levis réussit à faire quelques brèches dans les fortifications, que les Anglais s'efforcent de réparer la nuit afin de ne pas laisser connaitre leur faiblesse. Même les convalescents sont mis à contribution ainsi qu'un groupe de femmes. Le 13 mai, 200 hommes réparent durant la nuit le bastion “La glacière” que Levis et ses hommes ont enfoncé à coup de canon.

## Bataille
Le 15 mai, les navires britanniques le Vanguard, commandé par Robert Swanton et le Diana commandé par le capitaine Schomberg arrivent pour renforcer la flotte anglaise et se préparent à attaquer les navires français. Levis doit lever le siège et essayer de sauver le matériel de l'armée. Le 16 mai, le Vangard, un vaisseau de ligne et deux frégates anglaises donnent la chasse à l’Atalante et à la Pomone. Ce dernier appareille et, sous un coup de vent, s'échoue à l'Anse-au-Foulon, tandis que les petits bâtiments précédent l’Atalante. Vauquelin les protège du mieux qu'il peut, mais voyant que l'ennemi avance rapidement, il leur ordonne d'aller s'échouer dans l'entrée de la rivière du Cap-Rouge. Ils seront récupérés le 17 mai, selon les écrits du Chevalier de la Pause.
Les navires anglais ne se préoccupent pas de cette manœuvre ; sauf le Vanguard (70 canons), qui arrête la poursuite et bombarde les retranchements et les équipements de l'armée à Anse-au-Foulon; il ne s'aventure pas plus haut sur le fleuve de crainte de ne point pouvoir revenir rapidement à Québec si le vent est défavorable. Les deux autres navires continuent à poursuivre l’Atalante, qui canonne en retraitant. L'avantage de l'ennemi est certain et Vauquelin n'ignore pas qu'il n'a qu'à le suivre dans son sillage pour éviter de s'échouer. La seule perspective offerte est de se saborder assez près du rivage pour sauver l'équipage. Deux endroits sont désignés par le pilote, soit Portneuf, à cinq lieues, soit la Pointe-aux-Trembles, deux lieues (6 milles) en avant. Vauquelin opine pour le second site, sachant qu'il sera rejoint bien avant Portneuf et, d'autre part, aller plus loin indiquerait aux navires anglais le chenal à suivre.
L’Atalante fait encore route jusqu'à la Pointe-aux-Trembles où Vauquelin la lance à la côte, à près de vingt toises (120 pieds) du moulin du village. Deux navires ennemis se placent à demi-portée de canon et tirent sans arrêt sur la carcasse qui émerge encore. Les artilleurs de l’Atalante rendent chaque coup, tandis que Vauquelin prépare l'évacuation des marins. L'eau abîme les quatre derniers barils de poudre et les hommes en sont réduits à s'armer de mousquets.
L'eau continue de monter dans la cale pour atteindre huit pieds et la frégate penche sur le côté, le plat-bord au niveau de l'eau. On décide d'abattre le mât de misaine afin de la rétablir. Les Anglais continuent de canonner les marins qui débarquent et lorsqu'ils constatent que l’Atalante ne tire plus depuis longtemps, ils envoient des chaloupes à bord : il ne reste plus que onze personnes, dont six marins qui tentent de s'agripper malgré l'inclinaison du navire.

## Conséquences

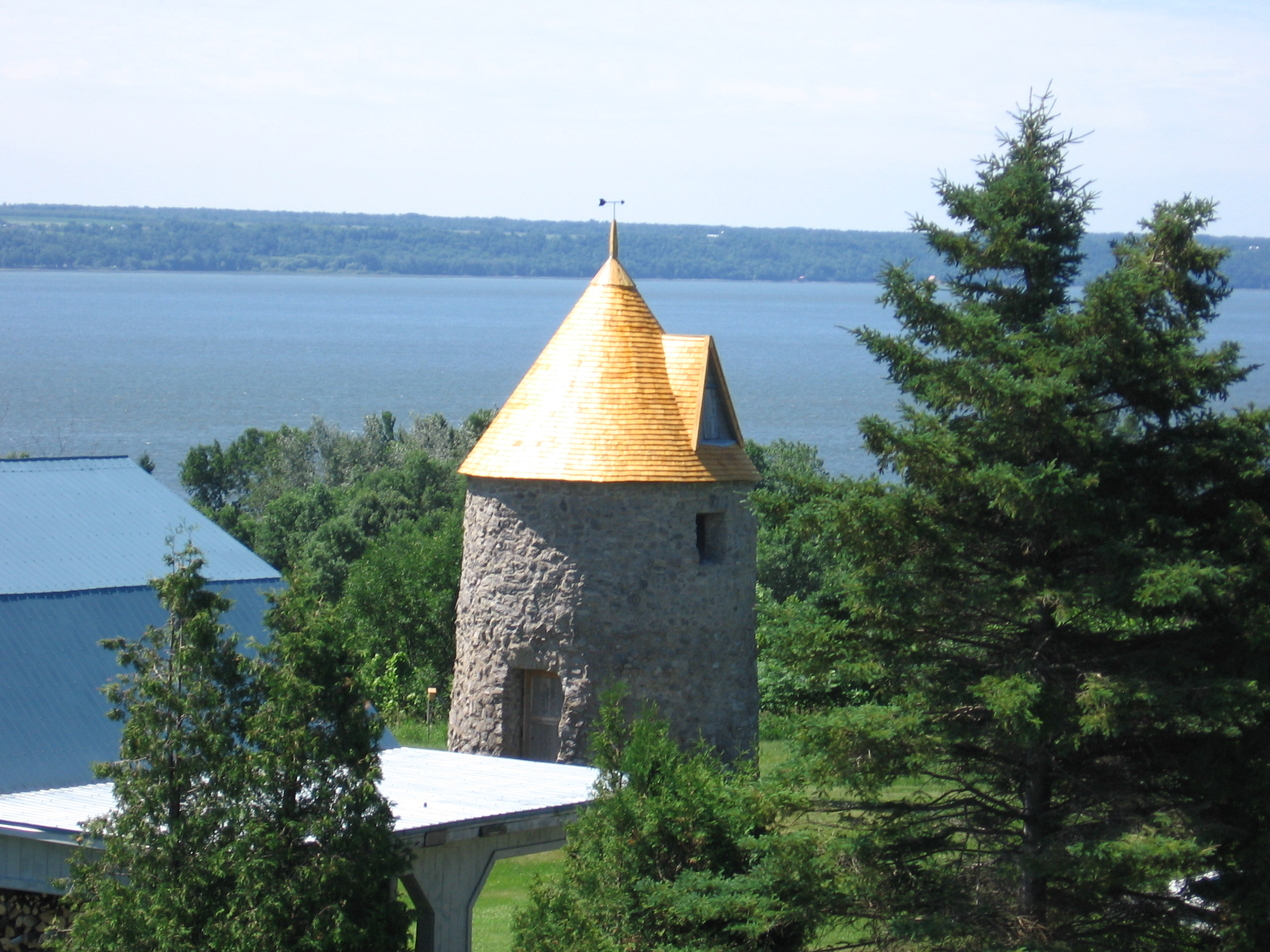
Moulin du village de Neuville.

Vauquelin fut fait prisonnier avec les sieurs Sabourin et Thomas, lieutenants, Deshaix, enseigne, Chaumillon, écrivain, et le sieur Bossens, aumônier. Ils furent conduits à bord du Diana et du Lowestoff. Le capitaine Schomberg, du premier navire, envoya le 17 mai quelques marins pour incendier ce qui émergeait encore de l’Atalante. On tenta de récupérer quelques cordages et les voiles, mais les cordages étaient tous hachés et les voiles en lambeaux; c'est pourquoi les Anglais y mirent le feu. Selon Vauquelin; « M. Schomberg m'a dit avoir tiré 500 coups de canon et M. Deane 350 » Nous savons que l’Atalante possédait onze canons de 8 par bande (22 canons en tout) et qu'ils s'enfoncèrent avec les débris. Les Anglais n'y voyant aucune utilité et les Français arrivant trop tard, on finit par les oublier. Le Lowestoff; endommagé et pris dans une tempête de vent, chassa sur son ancre et coula non loin de l’Atalante le 18 mai ; les passagers et l'équipage durent être transféré sur le Diana. À la faveur de la nuit, Le vaisseau du Roy la Marie (1758), commandé par le Sieur Cornille, réussit à se faufiler sans être détecté par les frégates anglaises afin de remonter le fleuve vers Montréal. Ce sera le dernier vaisseau français intact, avec son capitaine, lors de la Conquête de 1759-1760. Il servit à transporter plusieurs personnalités qui sont retournées en France.